# شون تراسي
شون تراسي (بالإنجليزية: Sean Tracey)‏ هو لاعب كرة قاعدة ومحامي أمريكي، ولد في 14 نوفمبر 1980 في آبلاند في الولايات المتحدة.

## وصلات خارجية
- شون تراسي على موقع دوري كرة القاعدة الرئيسي (الإنجليزية)
- شون تراسي على موقعبيزبول رفرنس.كوم (الدوري الرئيسي) (الإنجليزية)
- شون تراسي على موقعبيزبول رفرنس.كوم (الدوري الثانوي) (الإنجليزية)